# MIME
Багатоцільові розши́рення для інтерне́т-по́шти (англ. Multipurpose Internet Mail Extensions, MIME) — Інтернет-стандарт, який розширює формат електронної пошти, додаючи підтримку:
- текстових повідомлень в національних кодуваннях, в яких використовуються ASCII символи;
- використання національних символів в інформаційних заголовках;
- не текстових вкладень, як то: зображення, відео або інші файли;
- передачу повідомлення, що складається з декількох частин.

На даний час майже вся електронна пошта передається через SMTP у форматі MIME. Електронна пошта так тісно пов'язана з SMTP та стандартом MIME, що її іноді називають SMTP/MIME.
MIME визначено в шістьох пов'язаних між собою RFC протоколах: RFC 2045, RFC 2046, RFC 2047, RFC 4288, RFC 4289 та RFC 2049. Інтеграція з електронною поштою SMTP детально наведена в RFC 1521 та RFC 1522
Хоча MIME був розроблений в основному для SMTP, тим не менш в інших стандартах широко використовуються типи вмісту, які визначені цим стандартом. Так, стандартом HTTP вимагається вказувати в заголовках MIME тип вмісту відповіді, що надсилаєтся сервером клієнтові. Клієнт використовує отриманий MIME тип для обрання відповідної програми-переглядача, яка й покаже на екрані отримані дані. Деякі з таких переглядачів вже вбудовані в браузери, насамперед, це відображення html-даних, зображень в форматах GIF, PNG, JPG, відео-кліпів в форматах WebM, mp4 тощо.